# Březí (Vysočina)
Březí é uma comuna checa localizada na região de Vysočina, distrito de Žďár nad Sázavou.